# 本然寺 (台東区)
本然寺（ほんねんじ）は、東京都台東区にある曹洞宗の寺院。

## 歴史
1640年（寛永17年）、伝序によって開山された。元々は浅草御小人町に位置していたが、その後各寺を間借りして、1730年（享保15年）に現在地に移転した。
境内には、『皿屋敷』の「お菊」を祀る「お菊稲荷」がある。また刀工の大慶直胤、書家兼儒者の信夫槐軒の墓がある。

## 交通アクセス
- つくばエクスプレス浅草駅A出口より徒歩3分（経路案内）。